# Vladislav Achalov
Vladislav Achalov (1946 - 23 de junio de 2011) fue un exgeneral de la Unión Soviética que una vez comandó las Tropas Aerotransportadas de Rusia.

## Biografía
Fue un partidario de los intentos de golpe de Estado fallidos en 1991 y 1993. En sus últimos años, dirigió un sindicato de paracaidistas veteranos y organizó una gran protesta contra la reforma militar. Achalov murió en un hospital de Moscú el 23 de junio de 2011 a los 65 años.